# Château d'Ognon
Le château d'Ognon était situé dans la commune d'Ognon, dans l'Oise.
Son parc fait l’objet d’une inscription au titre des monuments historiques depuis le 14 décembre 1990.

## Historique

### Le Moyen Âge
La terre d'Ognon est mentionnée pour la première fois en 1197, quand elle appartient à Barthélemy d'Ognon. Un aveu signé par l'un de ses descendants, Regnaut d'Ognon, plus qu'un siècle plus tard, donne un aperçu de la composition du domaine. Il s'agit donc d'un manoir (hostel) avec cour, jardin et environ cent arpents de bois, situés pour partie près du manoir, pour partie au bois Saint-Jean de Senlis. Entre la fin du XIVe siècle et 1479, la seigneurie change quatre fois de propriétaire : Elle appartient à un Le Galloy d'Aunoy, chambellan de Charles VI en 1390. Puis elle est transmise par mariage aux Villiers le Bel, aux Baudry et aux La Fontaine, qui en entrent en possession par le mariage de Jeanne de Baudry, dame d'Ognon, de Malgeneste et de Villers-Saint-Frambourg, avec Pierre de La Fontaine. Cette famille conserve la seigneurie jusqu'à la mort de François de La Fontaine en 1632.

### L'ère des La Fontaine (vers 1500—1632)

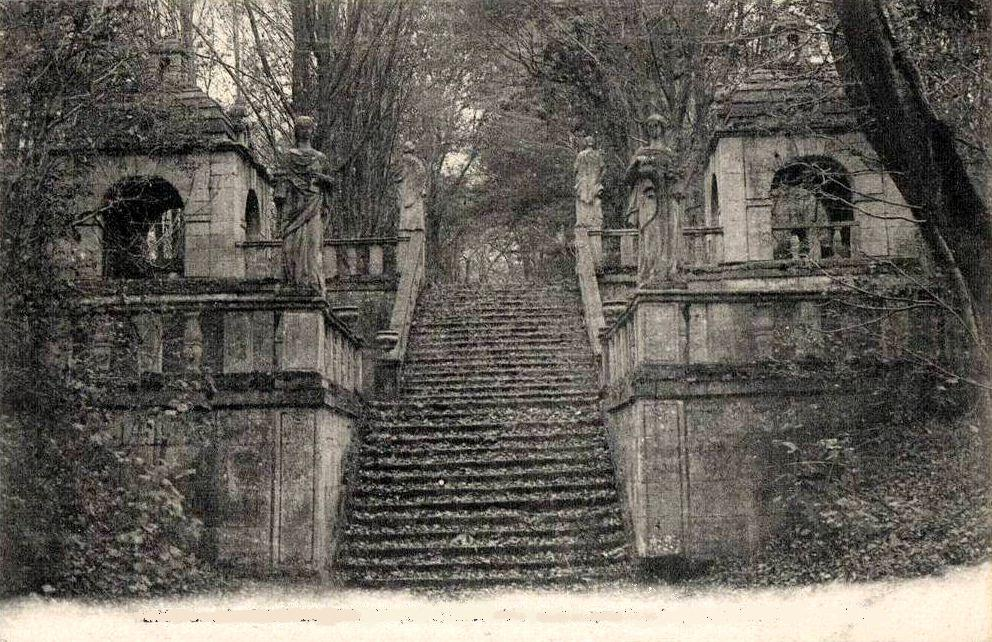
Gloriettes à l'italienne bâties sous François de La Fontaine-Solare.

Le château d'Ognon est honoré plusieurs fois de visites royales au XVIe siècle. Pierre de La Fontaine, écuyer et panetier du duc d'Orléans ainsi que capitaine de Crépy-en-Valois et Pont-Sainte-Maxence, reçoit Louis XII en 1510. En 1520, c'est Jean de La Fontaine (fils de Pierre) qui l'accueille, et le nouveau roi François Ier vient chasser à Ognon en 1526, du temps où le Château Royal de Senlis est encore utilisé. Jean de La Fontaine devient capitaine des chasses royales de la forêt d'Halatte en 1533, et officie comme gouverneur de Crépy et Pont, conseiller du roi et maître d'hôtel du roi. Son fils Artus de La Fontaine-Solare hérite de ces charges et conserve les faveurs de quatre rois successifs : Henri II, François II, Charles IX et Henri III, sous lesquels il est Grand maître des cérémonies de France. Puis il devient successivement ambassadeur à Constantinople et Vienne, et finalement lieutenant général du gouvernement d'Île-de-France. C'est son respect scrupuleux du protocole et de la hiérarchie qui a donné naissance à l'expression « être rangés en rang d'Ognon ».
La famille de La Fontaine parvient à construire une fortune considérable. Lors de la huitième guerre de religion, François de La Fontaine, fils d'Artus, rallie malencontreusement le camp des Ligueurs et les troupes du duc de Longueville, qui subissent une lourde défaite à Senlis, du 15 au 17 mai 1589. Quoi qu'il en soit, François entre surtout dans l'histoire pour les embellissements qu'il apporte au parc d'Ognon au début du siècle suivant. Il fait créer un parterre de dentelles orné de statues dans le verger à l'est du château, transformer la grande allée pour le jeu de mail, élever les deux gloriettes et aménager le grand étang au sud du parc. Avec le temps et la disparition de Henri IV, la cour oublie les fautes du seigneur d'Ognon, au point que Marie de Médicis le sollicite pour se porter caution pour elle. Quand la reine mère est contrainte à l'exil en 1632, elle n'aura pas encore remboursé ses dettes, et François de La Fontaine est ruiné, contraint de vendre ses terres d'Ognon. Il meurt dans la même année.

### L'ère des Titon (1676—1806)

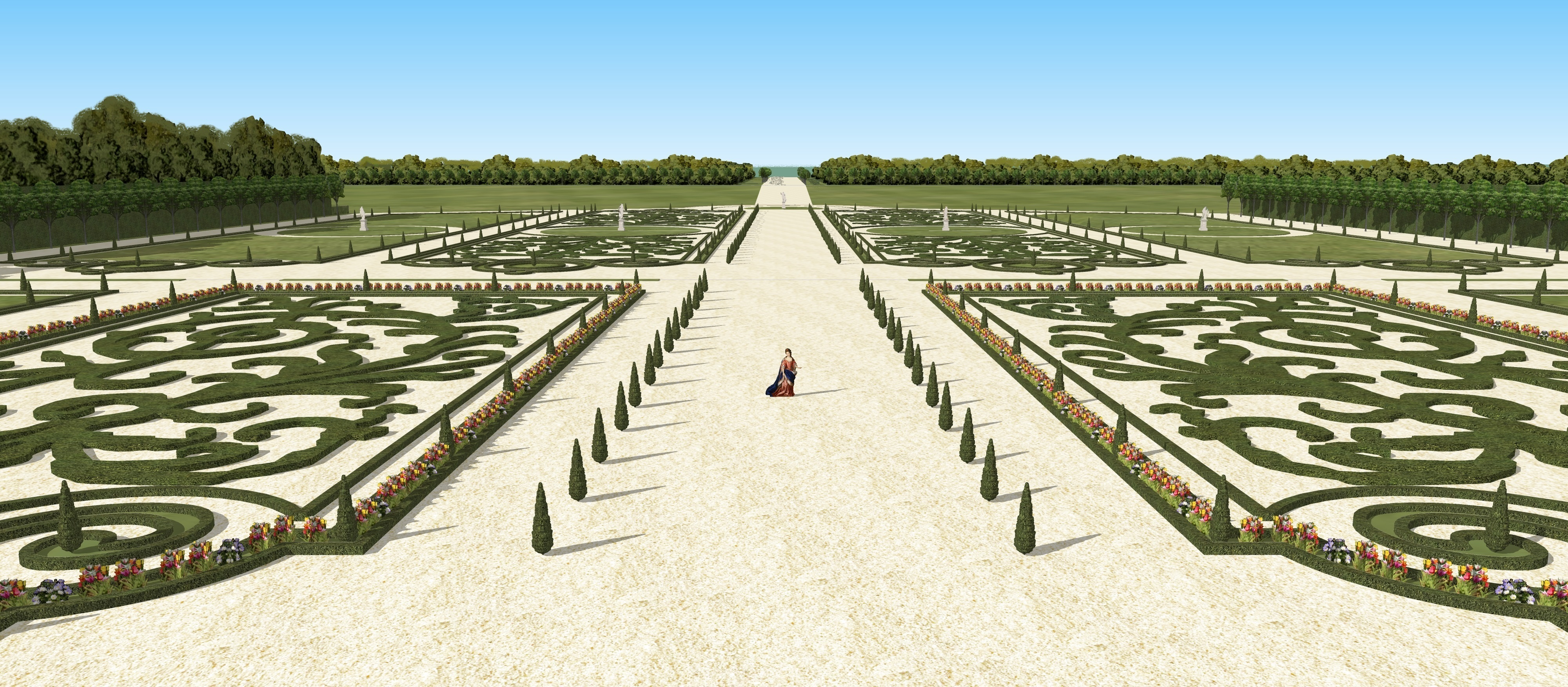
Restitution du grand parterre du château d'Ognon, dans l'Oise (aujourd'hui disparu), XVIIIe siècle.

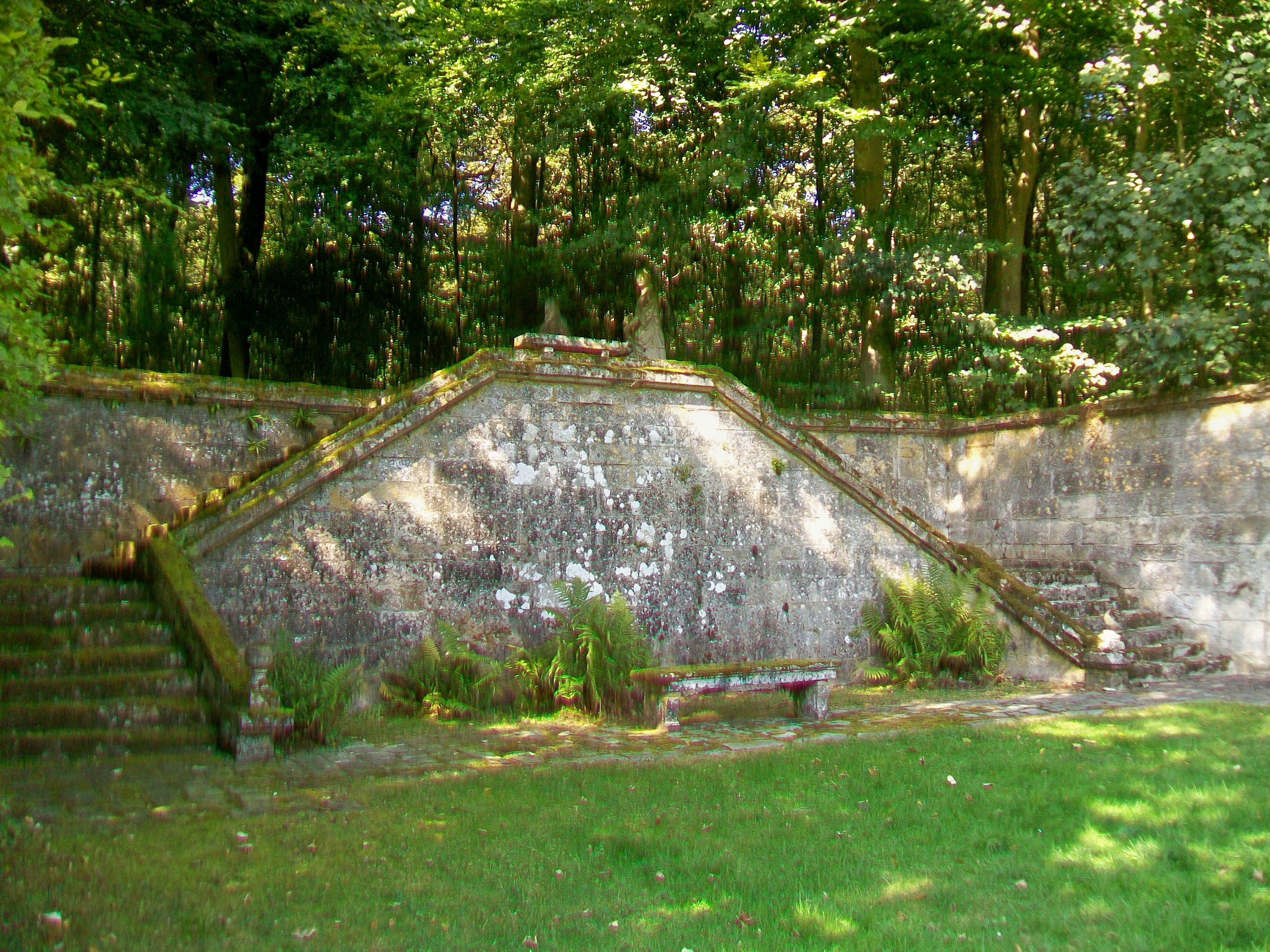
Double escalier menant vers la salle de verdure avec les statues des Saisons.

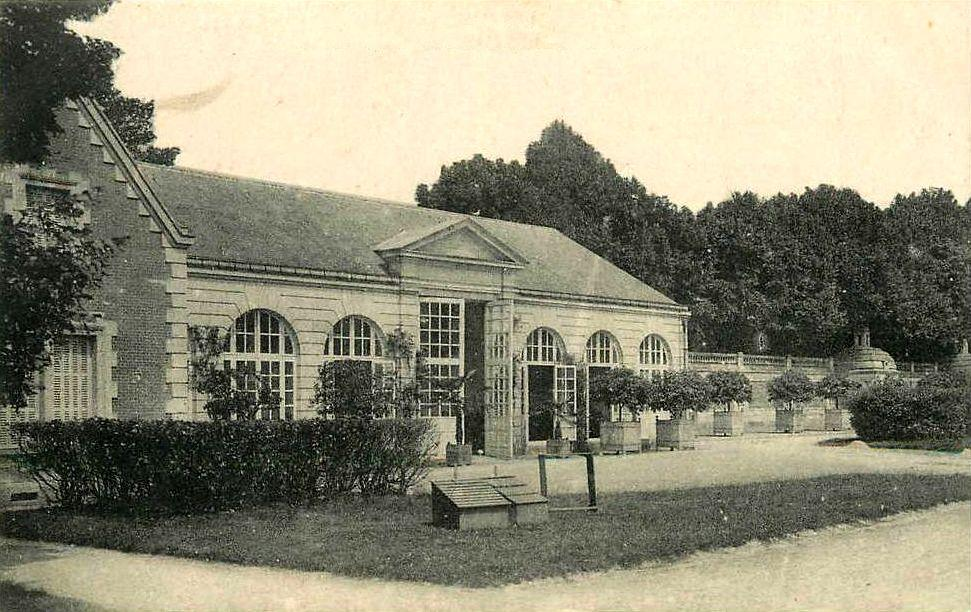
L'orangerie, bâtie vers 1711/1753.

L'acheteur est Jean Lécuyer, un voisin, seigneur de Balagny et doyen de la Chambre des comptes. Cependant, Lécuyer disparaît en 1634 et sa fille meurt un jour après lui. C'est le petit-fils de Lécuyer qui hérite de la seigneurie d'Ognon, qu'il conserve jusqu'en 1668 pour la vendre ensuite aux Cardon. Cette famille garde Ognon pendant moins de huit ans et s'en défait en 1676 au profit de Maximilien Titon. Depuis le décès de François de La Fontaine, le château est resté inhabité du fait de la proximité du manoir de Balagny, et le domaine n'a plus été correctement entretenu. Titon le trouve en mauvais état et entreprend d'importants travaux de restauration et d'aménagement. Issu d'un milieu modeste, le fournisseur d'armes de l'armée de Louis XIV de France fait une carrière hors du commun et s'enrichit notamment au monopole de la fabrication des armes à feu individuelles, tout en permettant à la France de ne plus importer d'armes à feu individuelles grâce à ses manufactures de Charleville, Saint-Étienne et Maubeuge. En 1690, la fortune de Titon se monte à 3 200 000 livres (correspondant à 3,5 milliards de francs de 1999).
Maximilien Titon et après lui, son fils aîné Louis-Maximilien Titon de Villegenon, puis le fils aîné de ce dernier, Louis II Titon de Villegenon, ont poursuivi l'aménagement du parc commencé par François de La Fontaine au début du siècle. En premier lieu, le parterre est agrandi en supprimant entièrement le verger, et l'allée du Mail est prolongée en direction du nord, bordant ici la limite orientale du parterre. Le grand bassin est transformé en miroir d'eau aux angles biseautés, et des statues supplémentaires sont placées à plusieurs endroits. Une salle de verdure avec les statues des quatre Saisons est aménagée à l'ouest du bassin et achevé en 1690, et une salle de bal champêtre est créée, ornée par des statues en 1753 seulement. Elle marque l'achèvement des travaux commandés par les Titon, dont les revenus se sont réduits depuis que le Régent, Philippe d'Orléans, leur ait retiré le monopole sur la fabrication des armes à feu. Louis II meurt en 1758 et sa fille cadette, Marie-Louise, hérite d'Ognon. En 1783, elle abandonne la nue-propriété du domaine à son cousin Jean-Baptiste Maximilien Pierre Titon de Villotran, qui habite le château voisin du Plessis-Chamant. Maximilien-Pierre est guillotiné à Paris en 1794, et ses deux fils se partagent ensuite la nue-propriété. Après le décès de Marie-Louise et de son second époux, le comte Auguste Charles René de Chevigné, en 1804 à peu de temps d'intervalle, les deux frères Titon de Villotran vendent les terres d'Ognon. L'acte notarié est signé à Senlis, le 10 août 1806.
Dans son ouvrage « Description du Département de l'Oise », le premier préfet du département, Jacques Cambry, affirme que Madame de Sévigné aurait habité Ognon. Comme le souligne Amédée de Caix de Saint-Aymour (voir ci-dessous), il s'agit en fait d'une confusion du fait d'une consonance approximative des mots Chevigné et Sévigné. Madame de Sévigné a bien séjourné à Ognon, mais pendant quelques jours seulement, commé invitée.

### L'ère des Caix de Saint-Aymour (1817—1881)

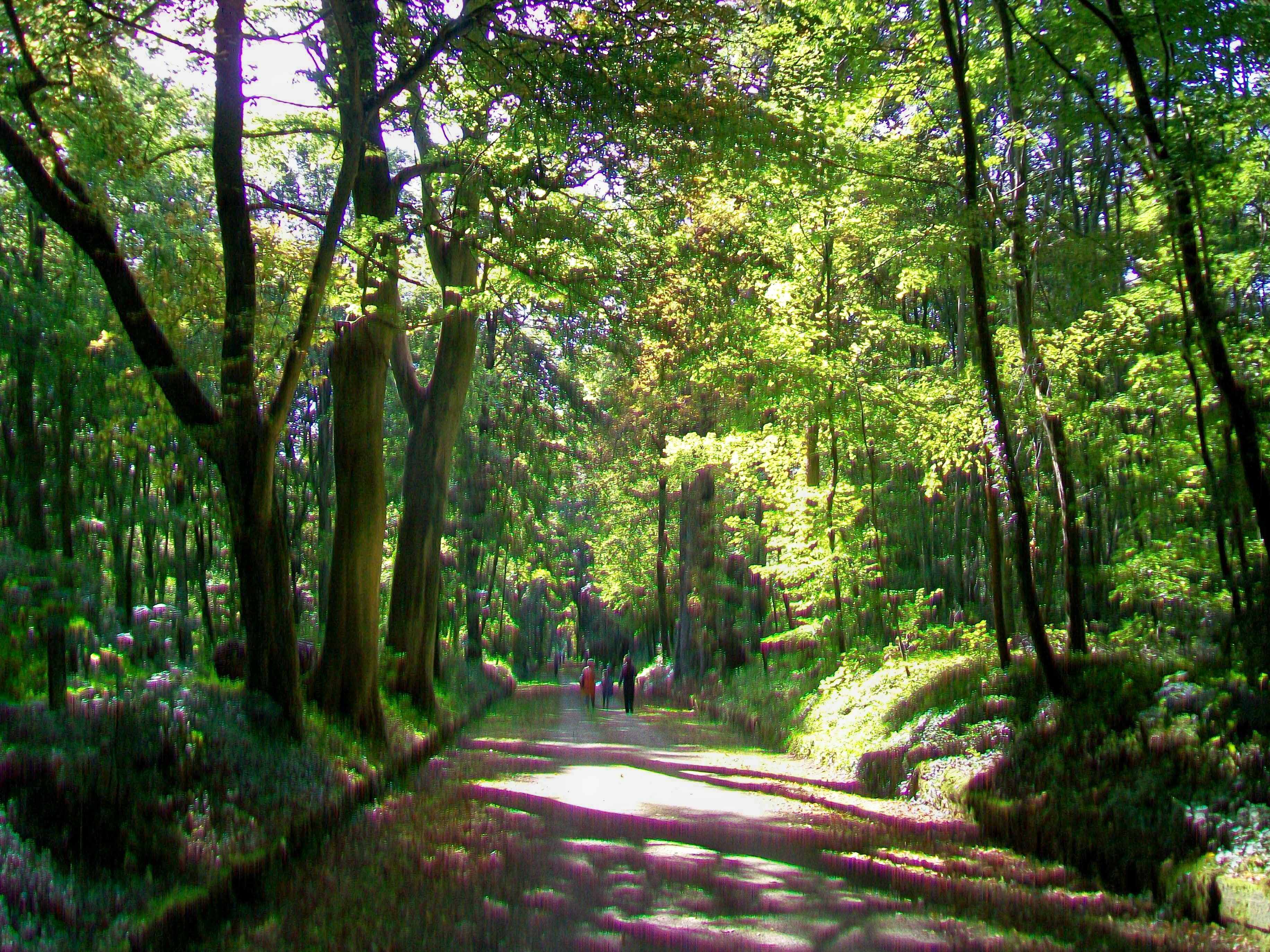
Ambiance forestière sur l'allée du Mail.

L'acquéreur d'Ognon est un ancien notaire parisien, Gabriel Louis François Périer, qui donne le domaine en dot à sa fille en 1817, quand elle épouse un vicomte de Caix de Saint-Aymour. Pas plus que Périer, le jeune couple n'habite sur le domaine qui subit ainsi une seconde période d'abandon, comme entre 1632 et 1676. Ce n'est que préalablement au mariage de leur fils Léon (1810-1905) avec Louise de Marcilly (1813-1861), en 1840 que les parents des futurs époux commandent conjointement un état des lieux à deux experts. Il en résulte que le château est de 20-30 % en dessous d'un état habitable, et que les murs sont pénétrés par l'humidité et rongés par le salpêtre jusqu'à une hauteur d'un mètre. Le vicomte et la vicomtesse de Saint-Aymour s'installent toutefois à Ognon, mais des 20 000 pages publiées par leur fils Amédée (1843-1921) ne ressort malheureusement pas si l'ancien château des La Fontaine a été remis en état, au moins sommairement, ou si une nouvelle demeure a été construite. En effet, plusieurs documents des années 1850-1870 qualifient le château de « maison de l'Empire » ou de « petite construction de l'Empire », ce qui appuie plutôt la seconde hypothèse. Amédée de Caix de Saint-Aymour passe une enfance heureuse à Ognon puis effectue des hautes études à Paris. Il envisage de mener une carrière littéraire à Ognon, mais s'attache d'abord à développer l'exploitation agricole de son père pendant les années 1870, quand il devient également conseiller général du canton de Pont-Sainte-Maxence. En 1881, la famille vit un revers de fortune contraignant Léon de se séparer d'Ognon en faveur du directeur de banque parisien Charles Amédée Demachy, régent de la Banque de France depuis 1874.

### L'ère des Demachy et Seillière de Laborde (1881—à ce jour)

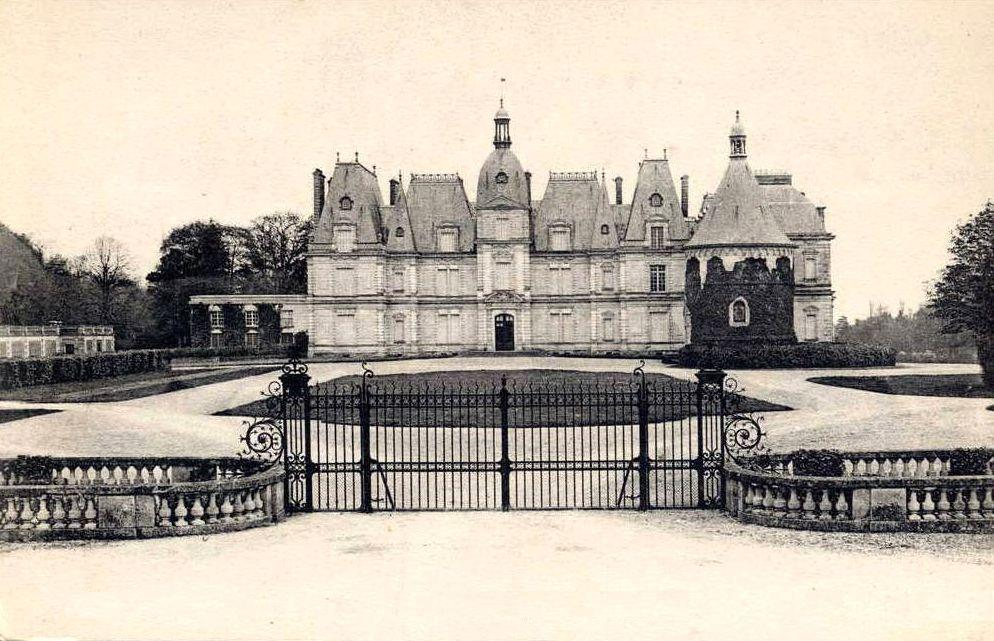
Vue du château, façade sur la cour d'honneur.

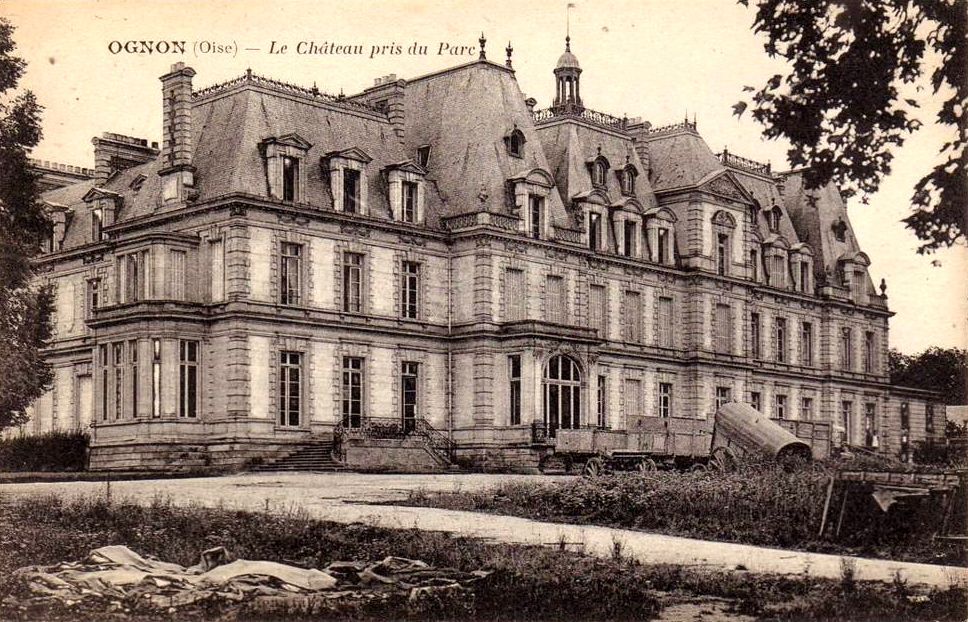
Vue du château, façade sur le parc.

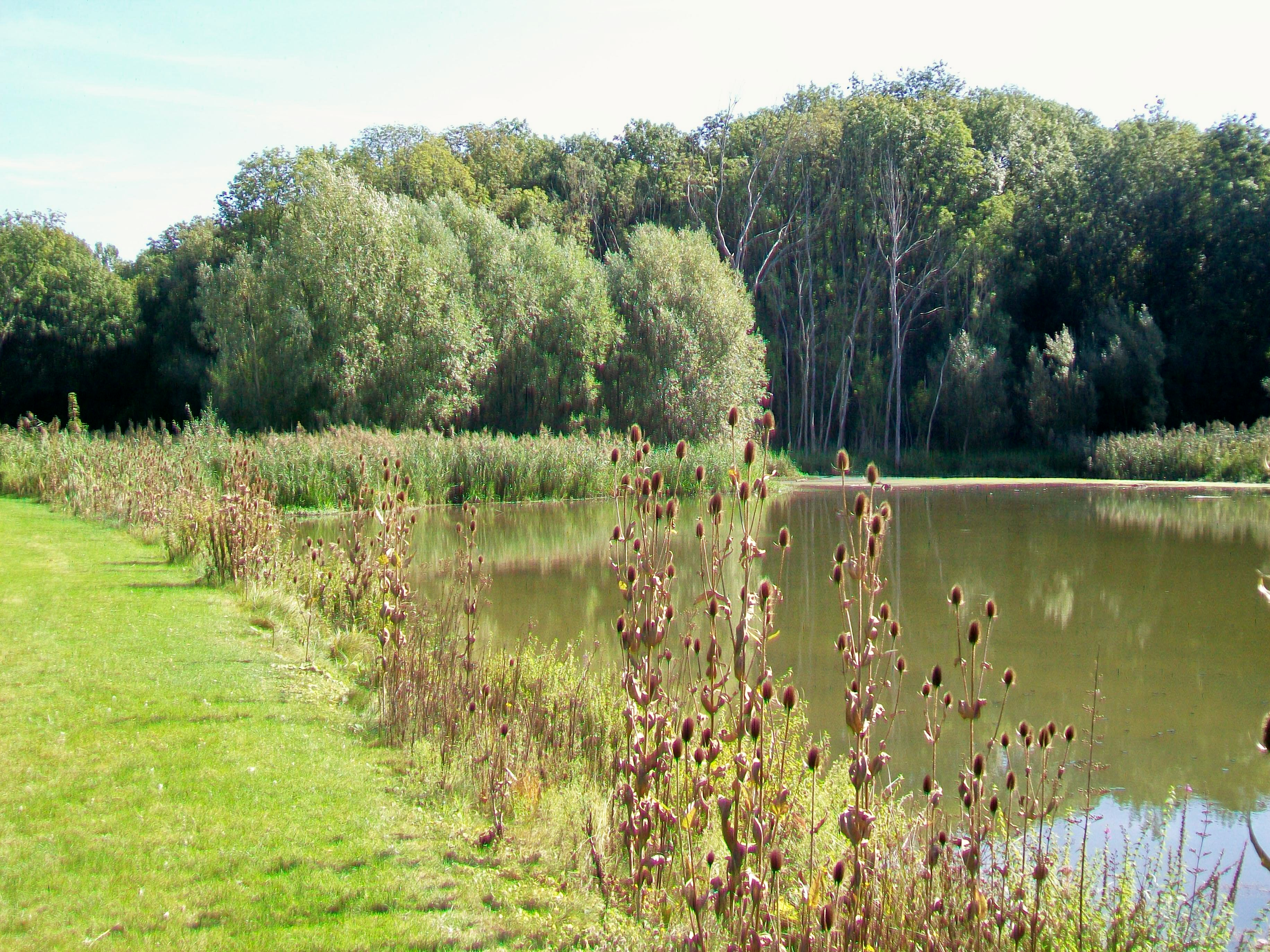
Le grand lac, reconstitué dans la tradition des jardins anglais.

Les capitaux de la banque que Demachy dirige, tout comme avant-lui son père Charles Adolphe (1818-1888), appartiennent à la famille lorraine Seillière, industriels dans le textile depuis plusieurs générations. Sous la monarchie de Juillet, ils financent les de Wendel et les Schneider grâce à leur fortune acquise avec les fournitures aux armées. Les Seillière avaient déjà racheté à bon compte le château de Mello. - Charles Amédée Demachy fait aussitôt démolir la « petite construction de l'Empire » et commande au célèbre paysagiste Louis-Sulpice Varé (1803-1883) la création d'un jardin anglais. L'ancien château n'est pas mentionné, mais la grosse tour du nouveau château Néorenaissance qu'il fait édifier en provient probablement. L'année de démolition de l'ancien château reste donc en suspens. Demachy meurt en 1888, et la mauvaise conjoncture qu'a connu sa banque pendant les années précédentes oblige son fils Charles-Amédée de la liquider, substituant à elle une nouvelle banque avec quatre fois moins de capitaux. Les Seillière s'étant retirés de la banque vers 1875, cet incident n'altère pas la bonne entente entre les deux familles, si bien que les deux filles de Charles-Amédée, Hélène et Germaine, épousent respectivement les barons Léon et Ernest Seillière. Ces derniers sont cousins germains entre eux à la fois par leurs pères et leurs mères, les sœurs Laborde.
Les parents Demachy, leur fils surnommé Charly, resté célibataire, et les deux jeunes ménages vivent tous au château, de dimensions généreuses. Léon Seillière travaille dans la banque familiale et passe ses loisirs à jouer du piano et à composer. Son cousin Ernest est reçu troisième à l'école polytechnique, mais opte pour une carrière littéraire et effectue plusieurs années d'études à l'université de Heidelberg. Il se fera une renommée comme philosophe et plus particulièrement analyste de la pensée germanique, avec soixante-et-onze volumes et plus de cinq cents articles à son actif. Il est élu à l'Académie des sciences morales et politiques en 1914 et à l'Académie française en 1946.
Entre-temps, les deux Guerres mondiales occasionnent d'importants dégâts sur le domaine. Des unités allemandes occupent Ognon en 1914 avant la bataille de la Marne ; pendant la Première Guerre mondiale, un hôpital de la Croix-Rouge composé de cinquante baraques investit le parc ; et la dernière offensive allemande en 1918 est arrêtée de justesse à proximité d'Ognon. Pendant la Seconde Guerre mondiale, le château est occupé successivement par des troupes ennemies et alliées, puis par des réfugiés. Il souffre de ces occupations et du manque d'entretien au point de devenir inhabitable. Au milieu de la guerre, le domaine est inscrit au titre des sites par arrêté du 3 novembre 1943, sur la base de la loi du 2 mai 1930 relative à la protection des monuments naturels et des sites de caractère artistique, historique, scientifique, légendaire ou pittoresque. Les membres de la famille Seillière ne souhaitent pas assumer les charges de réparation et les importantes charges d'entretien de cette demeure peu compatibles avec les conditions de la vie moderne, et décident donc de sa démolition qui aura lieu en 1957. La grille d'entrée sur la rue de la Forêt, l'orangerie et les communs sur la route de Brasseuse subsistent toujours.
La remise en état du domaine et la construction d'une nouvelle résidence, Le Pré Saint-Jean, est entreprise sous la direction du baron Jean Seillière de Laborde (1901-1995) qui hérite d'Ognon en 1955. Il a épousé Renée de Wendel, qui a suivi aux côtés de Simone de Beauvoir les cours de philosophie du professeur Robert Garric. Depuis le retour de sa captivité de guerre en Allemagne, Jean Seillière est devenu l'un des dirigeants du groupe sidérurgique de Wendel, mais passe tout son temps libre à Ognon. Il collectionne les objets d'art et se consacre à la peinture, qu'il pratique avec beaucoup de talent. Le parc retrouve sa splendeur des origines, et après la disparition de Jean Seillière, son fils Ernest-Antoine Seillière poursuit sa restauration.

## Description du domaine

### Le château

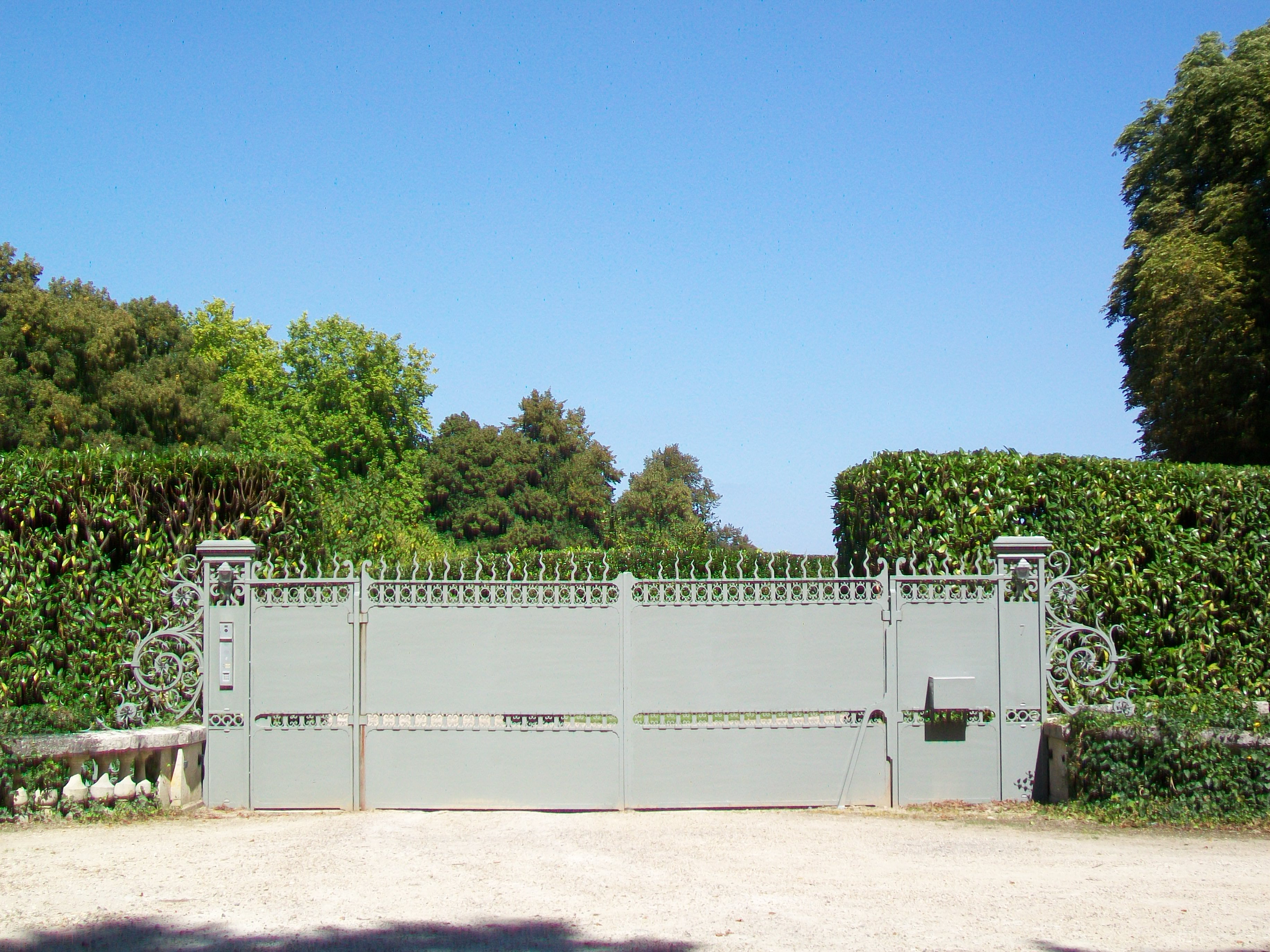
Rue de la Forêt : L'ancienne grille du château, qui se trouvait à 50 m d'ici.

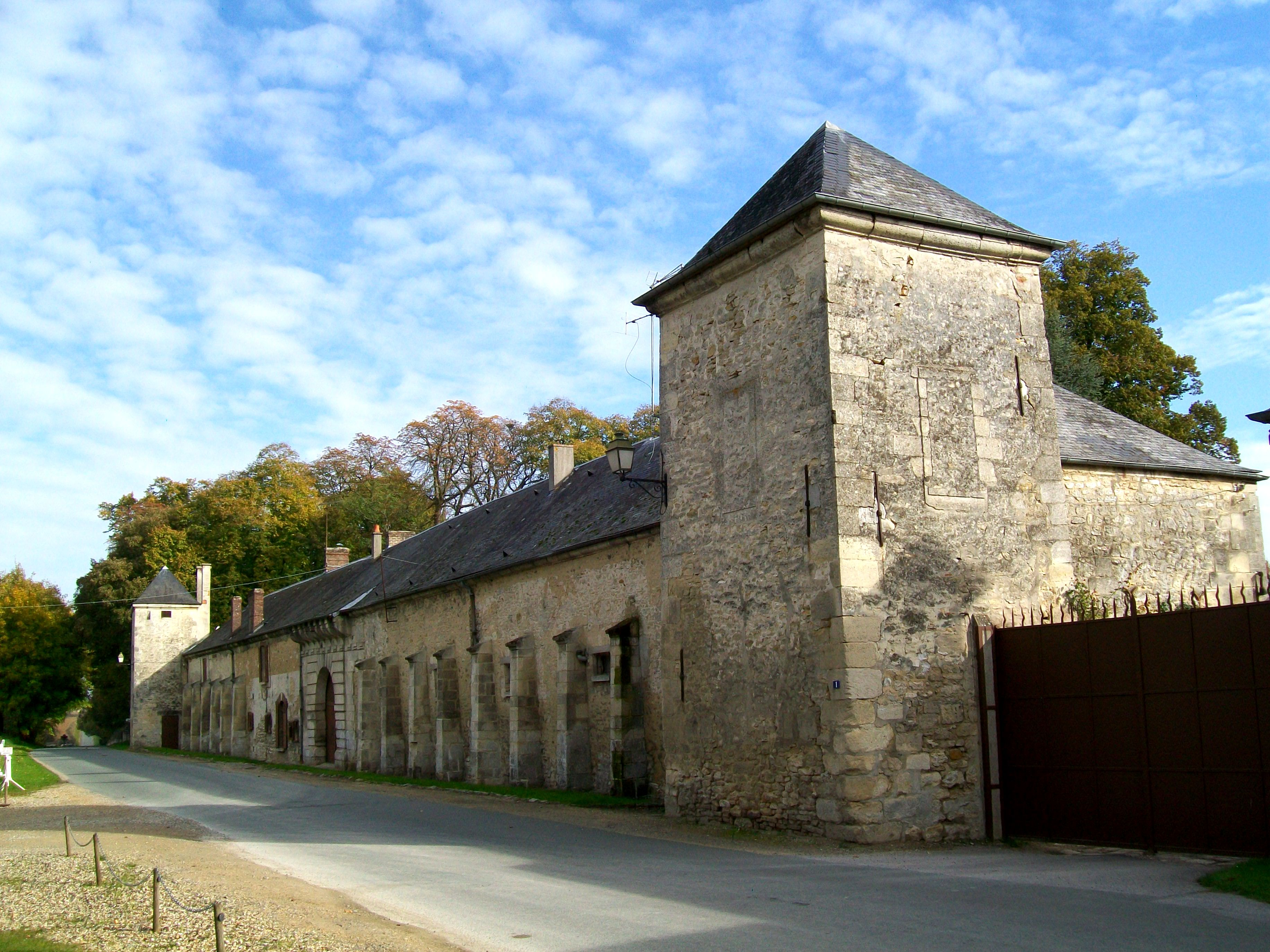
Vue d'ensemble des communs de l'ancien château, route de Brasseuse.

Le premier plan connu du domaine, dressé en 1382, est conservé à la Bibliothèque nationale. Il montre déjà le manoir au même endroit que le dernier château en date. Alors que le château a été plusieurs fois reconstruit au même emplacement, la disposition générale du domaine n'a quasiment pas évolué depuis les origines. La grande allée nord-sud du parc, connue comme l'allée du Mail, peut donc être attestée dès 1382. Cependant, aucune représentation picturale du château antérieure au XIXe siècle n'est connue, ni même une description de son architecture. Un aveu de Jean de La Fontaine du 9 avril 1530 précise seulement que le château comporte deux ailes et une tour, ainsi qu'une ferme avec maison, grange, étables, colombier, puits, cour, verger, vignes et bois.
La dernière description sommaire du domaine avant la fin de l'Ancien Régime est contenue dans le testament de Maximilien Titon, rédigé en 1711 : « Le château seigneurial consiste en une grosse tour, deux grands corps de logis, un pavillon, deux cours et une cour verte, basse cour, granges établies et bergeries, colombier, le tout fermé de murs et contenant cinq arpents ; le jardin fruitier et parterre avec un petit bois contenant vingt arpents, le tout fermé de murs ; le parc aussi fermé de murs soixante arpents, l'étang trente arpents... ». Le château comporte un grand nombre de petites chambres, antichambres et cabinets. Il s'agit vraisemblablement du château des La Fontaine restauré par Titon, alors que le pavillon doit être neuf, puisqu'il n'est pas encore mentionné dans l'aveu du 6 août 1692. Il se compose « de cinq belles pièces, celle du milieu, la blanche, les deux jaunes et celle dite des capucins ». Étant donné le luxe extravagant de l'hôtel particulier de Titon, rue de Montreuil à Paris, lui ayant valu le surnom de Folie Titon, l'on peut supposer que le château d'Ognon est somptueusement décoré et pourvu d'objets d'art.
Le contrat de vente du 10 août 1806 fournit une description un peu plus détaillée du château. Sont mentionnées une belle grille d'entrée ; une cour des communs où sont remises, hangars, écurie pour au moins trente chevaux, avec le logement du cocher à l'étage ; des étables à vaches ; une orangerie à gauche de la cour d'entrée (non encore mentionnée en 1711) ; un grand parterre orné de statues ; un grand parc au milieu duquel sont deux canaux d'eau vive ; plusieurs petits pavillons ; une glacière dans le parc ; un grand étang tenant au parc et alimenté par l'Aunette. La superficie du domaine est indiquée avec 50 hectares, 35 ares et 21 centiares, ce qui correspond à l'aveu de 1692. L'intérieur du château est caractérisé comme suit : « Au centre un grand vestibule ; à droite, une grande salle à manger (trois fenêtres sur le parc, deux sur la cour), une cuisine, un office et les dépendances, et un appartement de maître complet ; à gauche, une grande salle de billard, un beau salon, un appartement de maître complet, un cabinet orné d'un corps de bibliothèque, avec une salle de bains et des lieux à l'anglaise ; au-dessus, plusieurs appartements de maître complets et une chapelle. ». Comme déjà indiqué ci-dessus, la date de démolition du château des de La Fontaine et des Titon datant au moins de l'époque Renaissance (aveu de 1530) voire de la fin du Moyen Âge, demeure incertaine. Elle se situe dans la période entre l'état des lieux de 1840 et la reprise du domaine par le banquier Demachy en 1881, qui a fait démolir les bâtiments précédents.
Les communs du château existent toujours en partie. Ils donnent avec leur façade principale sur la route de Brasseuse. Il s'agit d'un long bâtiment de caractère, clairement associé à l'ancien château de par son architecture, avec deux tours carrées aux deux extrémités, des contreforts et un portail représentatif orné de bossages et surplombé de mâchicoulis. Les ouvertures sont rares, sauf à gauche du portail, où la façade a été modifiée pour l'aménagement d'un logement. Par contre, les fenêtres des tours ont été murées en partie. Sur les photos aériennes, l'emplacement du château est toujours bien visible par la couleur différente de la pelouse.

### Le parc

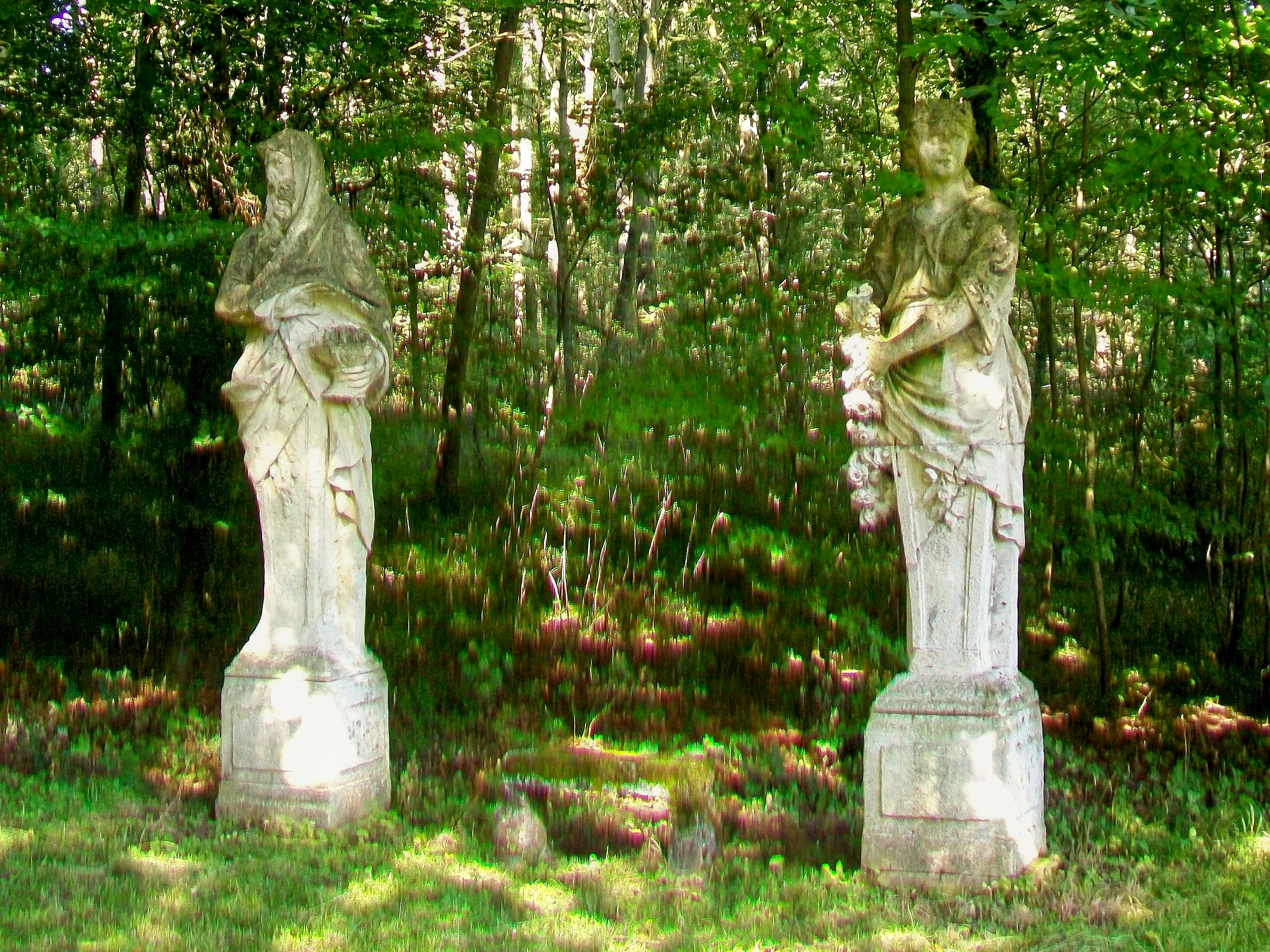
Dans la salle de Verdure, statues de l'Hiver et du Printemps.

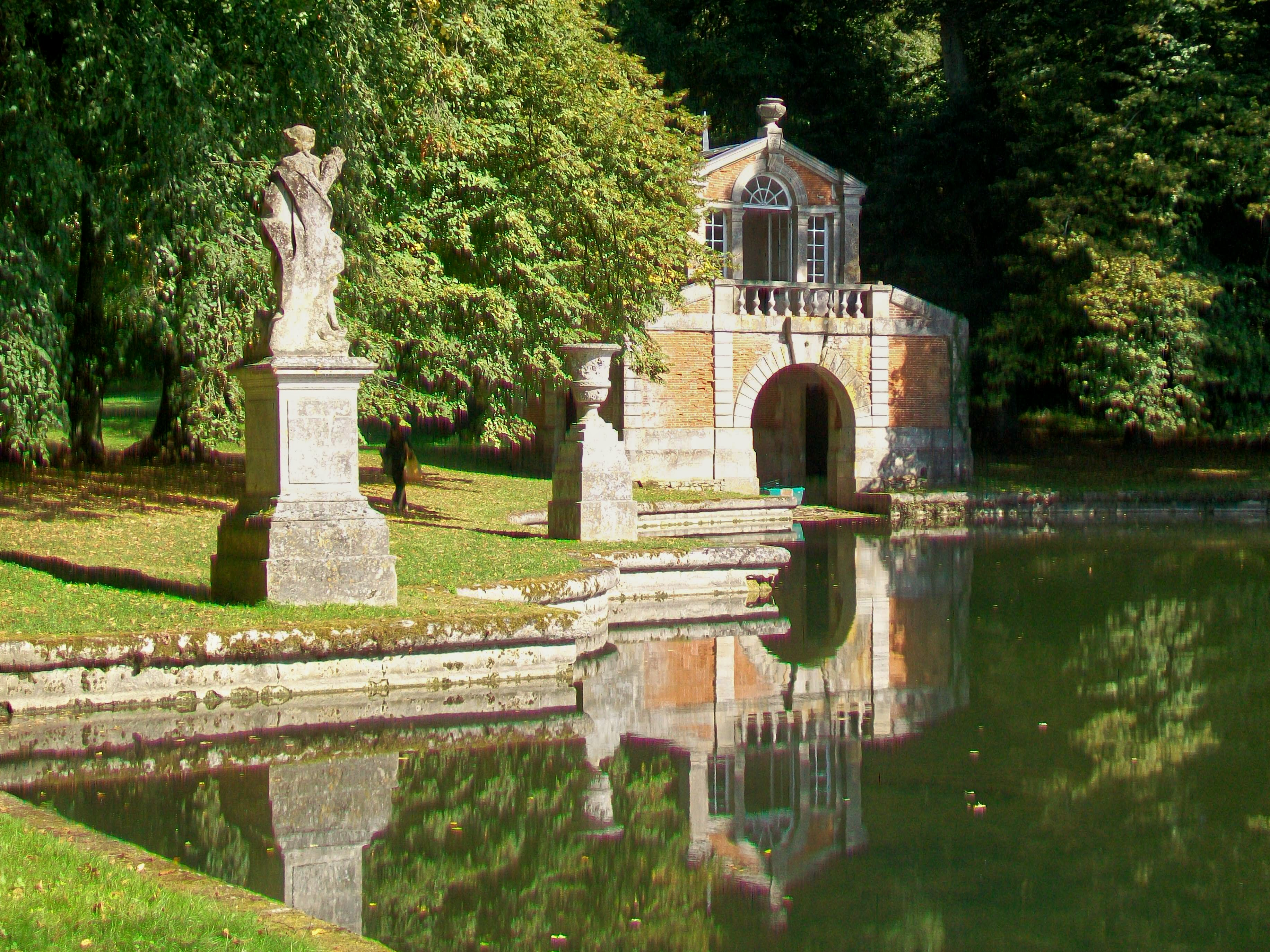
L'embarcadère sur le miroir d'eau.

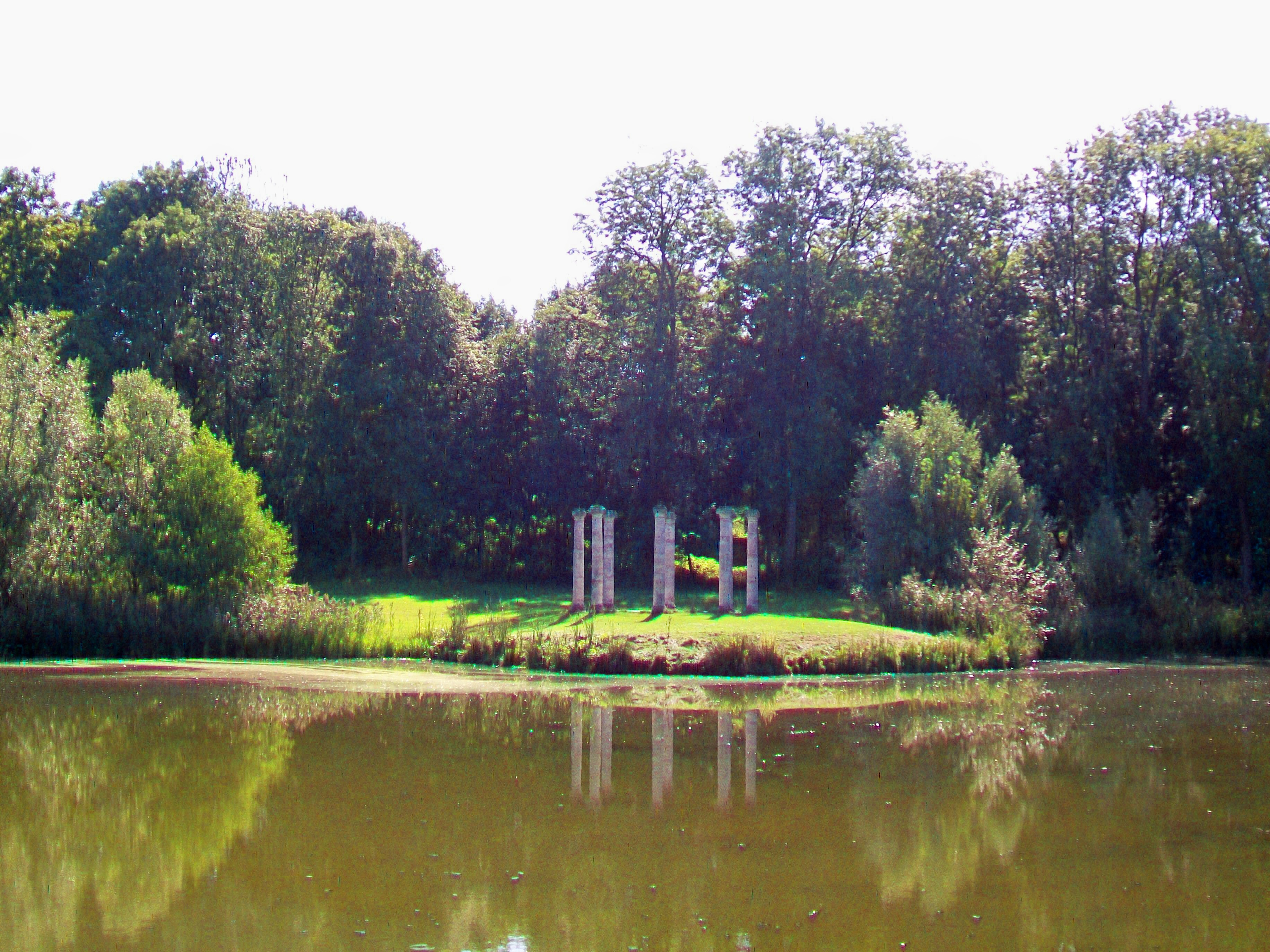
Fausse ruine d'un temple au sud du lac.

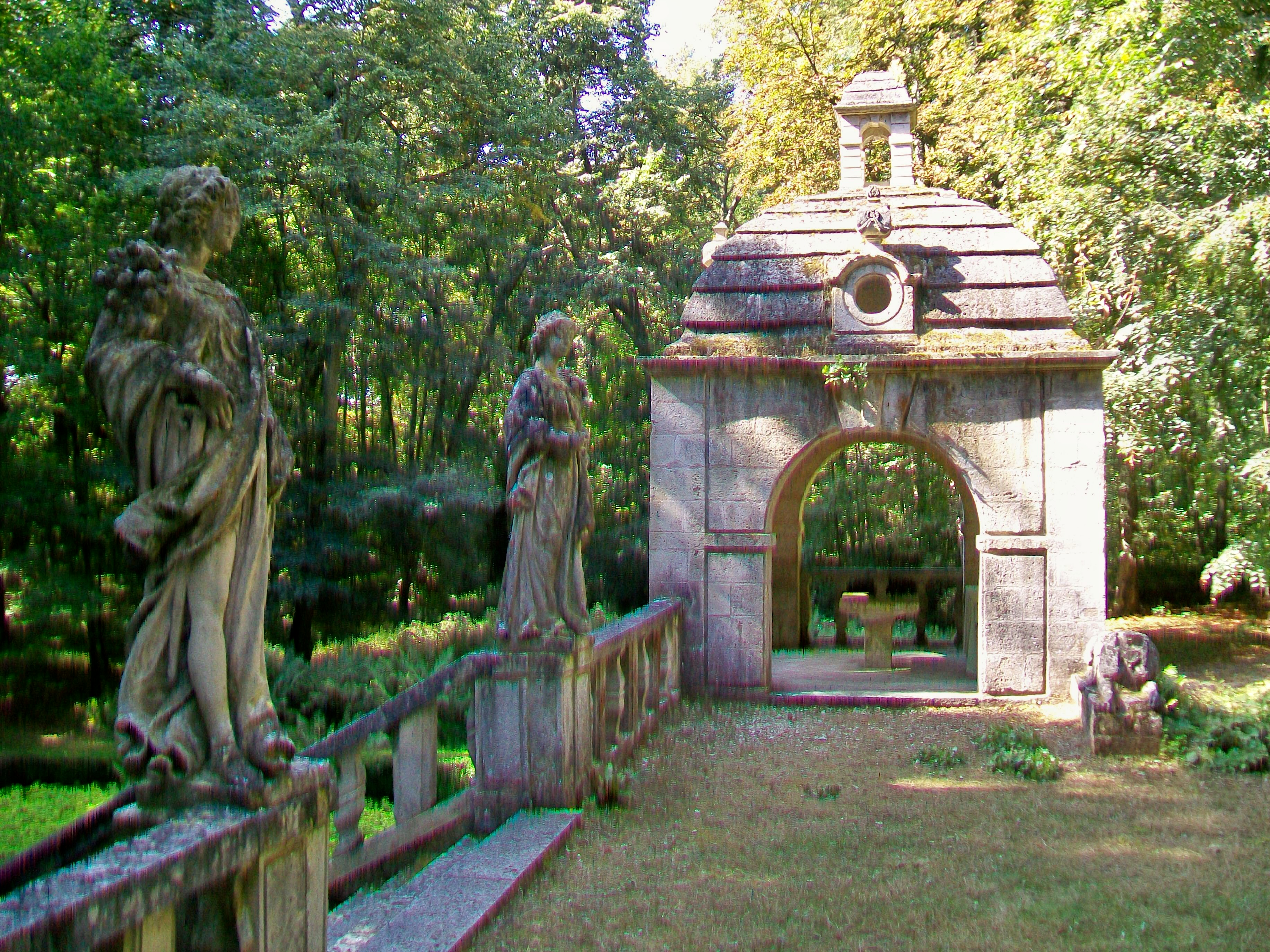
L'une des gloriettes et statues des Vertus.

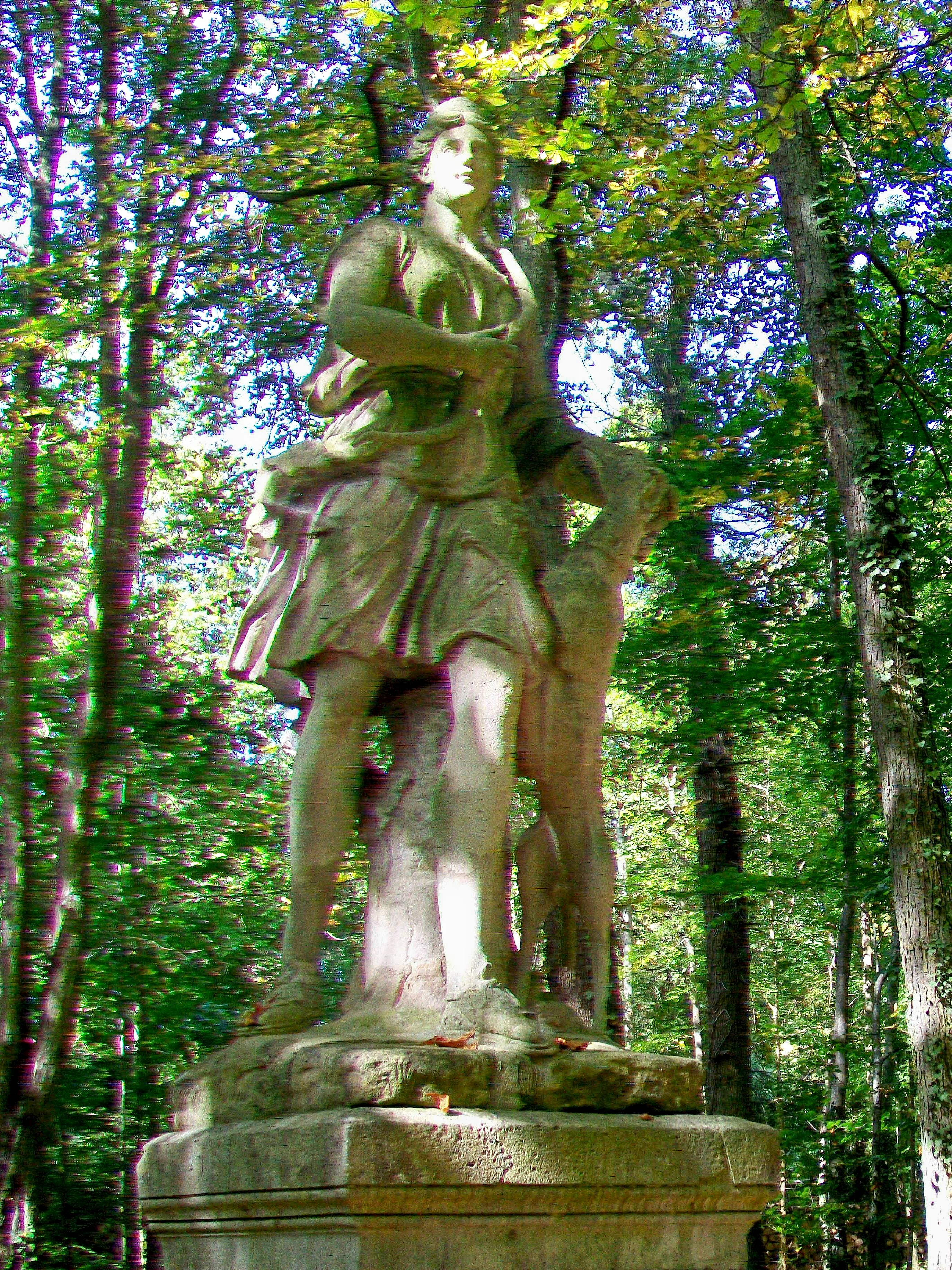
Statue de Diane, d'un sculpteur anonyme.

Sur une superficie de plus de 70 ha s'étend ce qui fut l'un des majeurs jardins à la française du XVIIIe siècle. Le grand parterre à l'est du château a été supprimé dès 1881/83 quand Louis-Sulpice Varé y crée des vallonnements à l'anglaise sur la demande de Charles Amédée Demachy. Les statues ornant le parterre ont changé de place à la même occasion, comme celles représentant des divinités grecques.
Le parc se présente aujourd'hui comme un vaste jardin anglais avec une alternance entre forêts, pièces d'eau et pelouses. Le grand miroir d'eau de 400 m de long sur 80 m de large a été aménagé vers 1710 à partir d'une pièce d'eau rectangulaire datant du XVIe siècle. Le lac romantique au sud du parc a été créé au début du XVIIe siècle sous François de La Fontaine (voir ci-dessus). Pratiquement disparu et asséché, il a été restauré en 2004. Une petite rivière sauvage coule à proximité du lac : l'Aunette intégré dans la conception du parc. Comme autre élément structurant, l'allée du Mail longue de plus de 500 m traverse le parc en son milieu, du nord au sud. Elle se termine par un double escalier et une balustrade, ancien débarcadère du lac plus étendu à l'origine.
Plusieurs fabriques agrémentent toujours le parc : L'embarcadère avec salon de jardin à l'extrémité nord du miroir d'eau ; la salle de verdure avec trois statues représentant des Saisons (la quatrième n'ayant pas été livrée) sur une terrasse à l'ouest du miroir d'eau ; les sept piliers évoquant la ruine d'un temple antique, au sud du lac ; la perspective du grand escalier avec les deux gloriettes édifiés sous François de La Fontaine au début du XVIIe siècle, non loin de l'extrémité sud du mail. Quatorze statues majeures sont disposés dans le parc, dont notamment Mars et Minerve (en provenance du parterre) au centre du mail ; « les quatre parties du monde » autour du miroir d'eau ; celles de la salle de verdure déjà mentionnées ; les quatre vertus : la Justice, la Prudence (vertu), l'Éloquence (en lieu et place de la Force), et la Tempérance, de part et d'autre des deux gloriettes ; ainsi que Diane au centre d'une étoile d'où partent plusieurs allées dans la forêt,.
L'architecture des gloriettes est inspirée par l'Italie, ce qui ne surprend pas puisque la famille de La Fontaine-Solare y a des racines. En même temps, elle présente un lien de parenté évident avec celles prévues pour l'avant-cour du château de Verneuil-en-Halatte, dessinées par Salomon de Brosse, et les pots à feu renvoient au manoir de Montlaville à Verneuil, domicile de l'architecte et modifié par ses soins. La conservatrice du département des sculptures du musée du Louvre pendant l'entre-deux-guerres, Marguerite Charageat, a par ailleurs démontré la ressemblance des statues des quatre Vertus cardinales avec deux statues du jardin du Luxembourg. Sachant que Salomon de Brosse est l'architecte du palais du Luxembourg, et étant donné la faible distance qui sépare Verneuil d'Ognon, il paraît probable qu'il soit également intervenu à Ognon. Les statues des quatre Vertus seraient alors l'œuvre de Guillaume Berthelot et auraient été exécutées après 1623 et avant 1632. Les autres statues inspirées de la mythologie grecque (Mars, Minerve, Adonis et Flore) marquent stylistiquement l'étape de transition entre la Renaissance et le Classicisme, mais montrent en même temps une ressemblance avec les autres statues de Berthelot placées au Luxembourg. Leur attribution et datation reste incertaine. Il est probable qu'il s'agisse de cadeaux de Marie de Médicis pour exprimer sa gratitude envers François de La Fontaine.
Après le prolongement de l'allée du Mail et l'agrandissement du grand parterre (dont il ne reste aucune trace), les aménagements suivants portent sur le percement d'allées perpendiculaires à l'allée du Mail, la création d'une perspective de vue du château vers le clocher de la cathédrale Notre-Dame de Senlis (envahie par la végétation pendant la Seconde Guerre mondiale), la transformation du grand bassin en miroir d'eau et finalement la création d'une salle de bal champêtre (disparue). D'après la tradition orale, ces transformations seraient l'œuvre d'André Le Nôtre. Cette hypothèse maintes fois affirmée dans la littérature paraît plausible tant sur le plan stylistique, que sur le plan historique. En effet, la construction de son hôtel particulier parisien donne l'occasion à Maximilien Titon de faire connaissance avec de nombreux artistes, qu'il a certainement consultés pour l'embellissement de son domaine d'Ognon. Dans le contexte de sa collaboration à la création des jardins de Chantilly entre 1663 et 1681, Le Nôtre est souvent présent dans les environs. La perspective de vue et le carrefour de Diane correspondent parfaitement au langage du grand paysagiste du XVIIe siècle. Il en est de même du miroir d'eau, qui aurait été réalisé de façon posthume entre 1702 et 1723, d'après Marguerite Charageat.
En ce qui concerne la salle de verdure, parfois appelé bosquet des Saisons, elle n'est habituellement pas attribuée à Le Nôtre. Depuis un point au milieu de la rive occidentale du miroir d'eau, s'élève un double escalier permettant d'accéder à une terrasse, d'où s'ouvre une vue sur le canal. Cette terrasse délimitée de trois côtés par un bosquet représente la salle de verdure. Deux statues se situent à droite et une à gauche, ainsi que le socle vacant destiné à l'Automne. Une allée pas tout à fait perpendiculaire au canal part de la salle, coupant ensuite l'allée du Mail et se poursuivant vers la limite ouest du parc. Quant au miroir d'eau, il se présentait initialement comme un bassin strictement rectangulaire. Ses angles ont été agrémentés de décrochements galbés que soulignent les statues des Quatre parties du monde, cantonnées chacune par deux vases Médicis. Les statues ne sont pas toutes de la même qualité d'exécution. Les meilleures, l'Amérique et l'Asie, peuvent être attribuées à Collignon, qui avait déjà travaillé pour Titon à Paris. Mais comme pour l'ensemble des statues du parc, rien ne peut être affirmé avec certitude. La statue de Diane a clairement été inspiré par la « Diane à la biche » que François Ier avait rapportée d'Italie, toujours d'après Marguerite Charageat.
Les statues de la salle de bal champêtre reflètent le changement de goût pendant la première moitié du XVIIIe siècle, se détournant de la mythologie en faveur de scènes champêtres, où des bergers et villageois se réunissent pour se divertir et danser. Deux statues sont choisies pour cet aménagement, un joueur de cornemuse et la petite Lisette. Il s'agit apparemment de prototypes pour des fabrications en série à la manufacture de Vincennes, exécutés par Pierre Blondeau d'après des dessins de François Boucher. Ces statues subsistent à Ognon, en attendant la reconstitution de la salle champêtre. Dans leur ensemble, les statues d'Ognon donnent un bel échantillon de la sculpture française entre 1620 et 1750, reflétant les principales évolutions s'étant produits pendant cette période. L'occupation du domaine d'Ognon par des troupes allemandes puis alliées pendant la Seconde Guerre mondiale a eu des conséquences néfastes pour le parc. En 1945, un parent des propriétaires a surpris des soldats américains s'apprêtant à entamer un concours de tir avec une statue d'Apollon comme cible.
La fausse ruine d'un temple antique s'inscrit dans la transformation partielle du parc en jardin anglais, en 1881/83. Quant à l'embarcadère au nord du miroir d'eau, la littérature se tait sur le contexte et l'époque de sa construction. Le parc ne se visite que lors des Journées européennes du patrimoine et n'est pas visible depuis le domaine public.

## Protection
Le parc, le bassin, les fabriques de jardin, l'embarcadère, la terrasse du jardin, l'enclos, l'escalier monumental au jardin et les statues ont été inscrits Monuments historiques par arrêté du 14 décembre 1990. Le parc fait l'objet d'une inscription au titre des sites naturels par arrêté du 3 novembre 1943,.